# Polyfosfaat

Structuur van trifosforzuur, opgebouwd uit drie tetraëdrische PO_{4}-eenheden die aan elkaar zijn gekoppeld door de zuurstofatomen.

Polyfosfaten zijn zouten of esters bestaande uit polymeerketens van fosfaten (PO4), onderling verbonden via de zuurstofatomen. Een polyfosfaat kan een lineaire of cyclische structuur aannemen. In organismen functioneren de polyfosfaten in ATP, ADP en andere nucleotiden als energiedragers bij veel stofwisselingsprocessen. Een polyfosfaat kan een chelaat vormen met metaalionen.
Polyfosfaten worden gevormd door de condensatiepolymerisatie van fosforzuurderivaten. Er is hierbij sprake van een evenwichtsreactie, omdat ook hydrolyse (de omgekeerde reactie) mogelijk is. Polyfosfaten zijn zwakke basen. Tijdens een zuur-basereactie worden de ongepaarde elektronen van het dubbelgebonden zuurstofatoom gebruikt om een waterstofion te binden. Dit heeft belangrijke biologische consequenties: een ATP-molecuul is voor 25% geprotoneerd in een waterige oplossing bij een pH van 7.